# سنیا ستولبووا
سنیا ستولبووا (روسی: Ксе́ния Андре́евна Столбо́ва؛ زادهٔ ۷ فوریهٔ ۱۹۹۲) اسکیت‌باز نمایشی اهل روسیه است.
وی همچنین برندهٔ جوایزی همچون نشان دوستی شده‌است.